# Moselle (departement)
Moselle (57) is een Frans departement, vernoemd naar de rivier de Moezel.

## Geschiedenis
Het departement was een van de 83 departementen die werden gecreëerd tijdens de Franse Revolutie, op 4 maart 1790 door uitvoering van de wet van 22 december 1789, uitgaande van het noordelijke deel van Lotharingen (Lorraine), en is sindsdien meermaals gewijzigd in verband met grenswijzigingen.
Van 1871 tot 1919 was het departement als Bezirk Lotharingen ingedeeld bij het Duitse Keizerrijk. Ook in 2018 kent het departement Moselle, net als de departementen Bas-Rhin en Haut-Rhin nog enkele van de rest van Frankrijk afwijkende wetsbepalingen, met name op het gebied van de scheiding van kerk en staat. Deze afwijkingen staan beschreven in het lemma Elzas-Lotharingen. 
Van 1940 tot 1945 behoorde het gebied tot nazi-Duitsland.

## Geografie
Moselle is omgeven door de departementen Meurthe-et-Moselle en Bas-Rhin. Daarnaast grenst het departement aan Duitsland en Luxemburg. Het departement behoort tot de regio Grand Est.
Belangrijkste waterlopen: de Moezel, de Saar en de Seille.
Moselle bestaat uit 5 arrondissementen:
- Arrondissement Forbach-Boulay-Moselle
- Arrondissement Metz
- Arrondissement Sarrebourg-Château-Salins
- Arrondissement Sarreguemines
- Arrondissement Thionville

Moselle bestaat uit 27 kantons:
- Kantons van Moselle.

Moselle bestaat uit 730 gemeenten:
- Lijst van gemeenten in het departement Moselle

## Demografie
De inwoners van Moselle heten Mosellans.

### Demografische evolutie sinds 1962
| Naam       | Index 1962 | Index 1968 | Index 1975 | Index 1982 | Index 1990 | Index 1999 | Index 2008 | Index 2019 |
| ---------- | ---------- | ---------- | ---------- | ---------- | ---------- | ---------- | ---------- | ---------- |
| Moselle    | 100,0      | 105,6      | 109,5      | 109,5      | 110,0      | 111,3      | 113,4      | 113,7      |
| Frankrijk* | 100,0      | 107,1      | 113,3      | 117,0      | 121,9      | 126,0      | 133,8      | 140,1      |

| Naam       | Inw./km² 1962 | Inw./km² 1968 | Inw./km² 1975 | Inw./km² 1982 | Inw./km² 1990 | Inw./km² 1999 | Inw./km² 2008 | Inw./km² 2019 |
| ---------- | ------------- | ------------- | ------------- | ------------- | ------------- | ------------- | ------------- | ------------- |
| Moselle    | 147,9         | 156,3         | 161,9         | 162,0         | 162,7         | 164,6         | 167,7         | 168,4         |
| Frankrijk* | 84,2          | 90,1          | 95,4          | 98,5          | 102,7         | 106,1         | 112,7         | 119,7         |

Frankrijk* = exclusief overzeese gebieden
Bron: Recensement Populaire INSEE - 1962 tot 1999 population sans doubles comptes, nadien Population Municipale
Op 1 januari 2022 had Moselle 1.050.721 inwoners.

### De 10 grootste gemeenten in het departement
| #  | Gemeente          | Aantal inwoners (2022) |
| -- | ----------------- | ---------------------- |
| 1  | Metz              | 121.695                |
| 2  | Thionville        | 42.778                 |
| 3  | Montigny-lès-Metz | 21.869                 |
| 4  | Forbach           | 21.111                 |
| 5  | Sarreguemines     | 20.324                 |
| 6  | Yutz              | 17.497                 |
| 7  | Hayange           | 16.013                 |
| 8  | Saint-Avold       | 14.828                 |
| 9  | Fameck            | 14.759                 |
| 10 | Woippy            | 14.394                 |

## Afbeeldingen

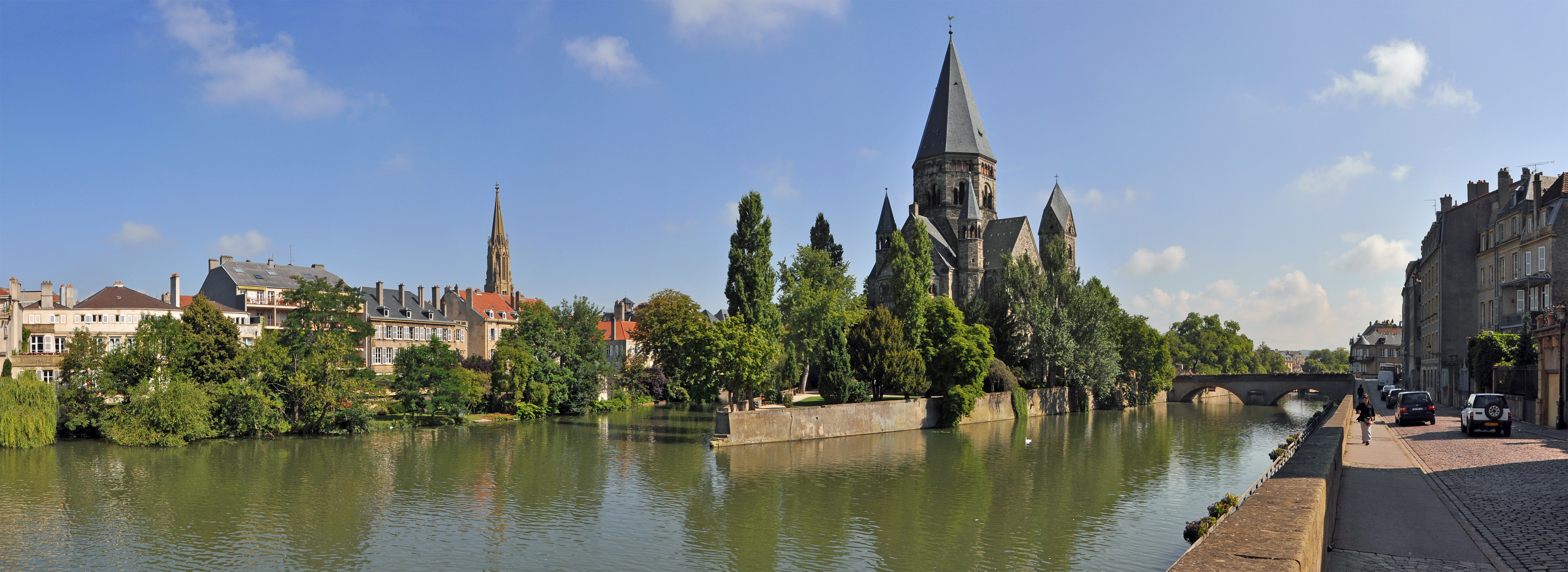
Metz
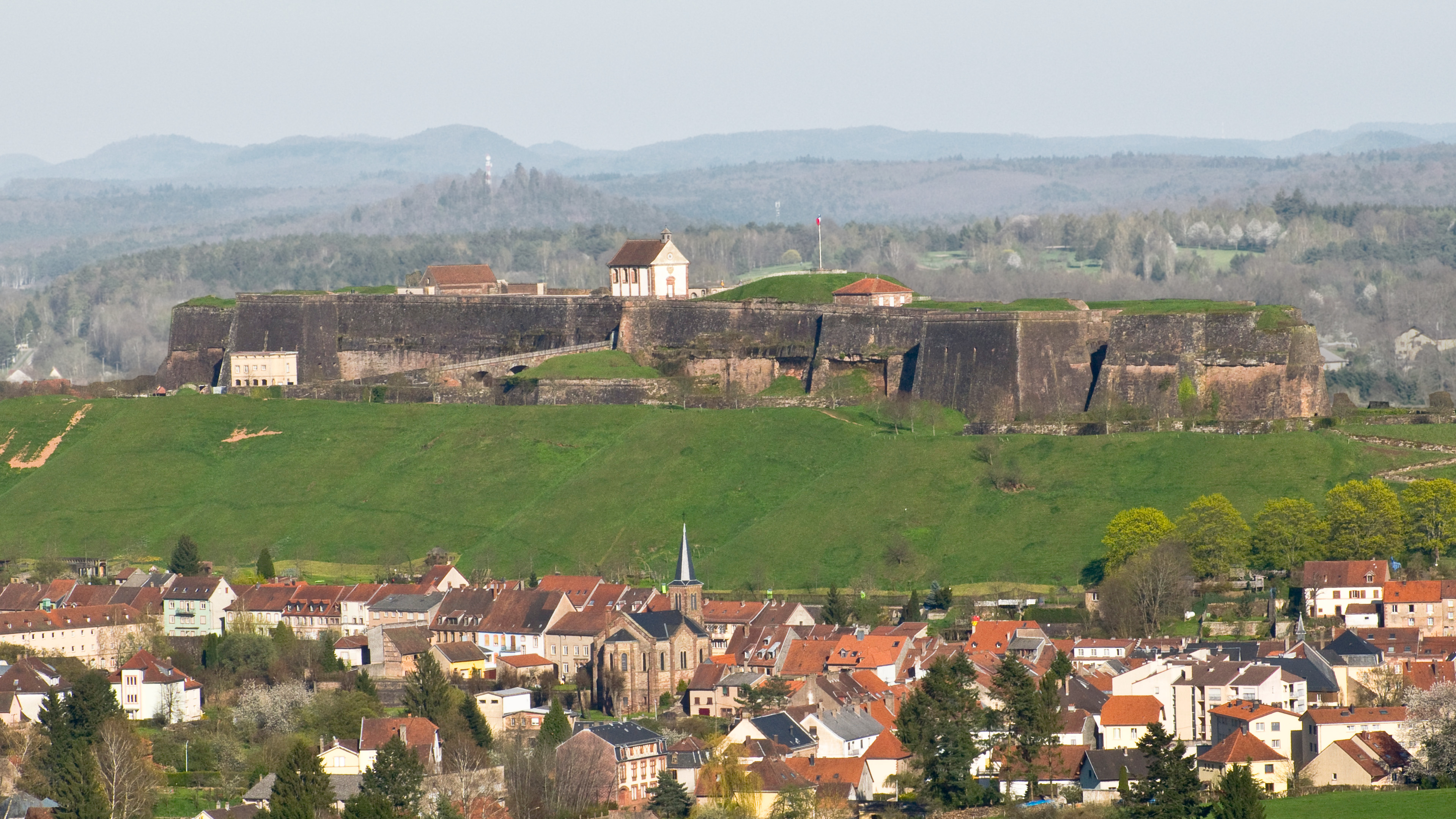
Citadel, Bitche